# József Köböl
Dans le nom hongrois Köböl József, le nom de famille précède le prénom, mais cet article utilise l’ordre habituel en français József Köböl, où le prénom précède le nom.
József Köböl, né le 8 décembre 1909 à Karcag et mort le 8 mai 2000 à Budapest, est un homme politique hongrois, président de l'assemblée de Budapest entre 1948 et 1949. Il est le dernier à occuper cette charge avant l'instauration du système soviétique au sein de la capitale hongroise et la création du titre de président du conseil de Budapest.